# Westnetz

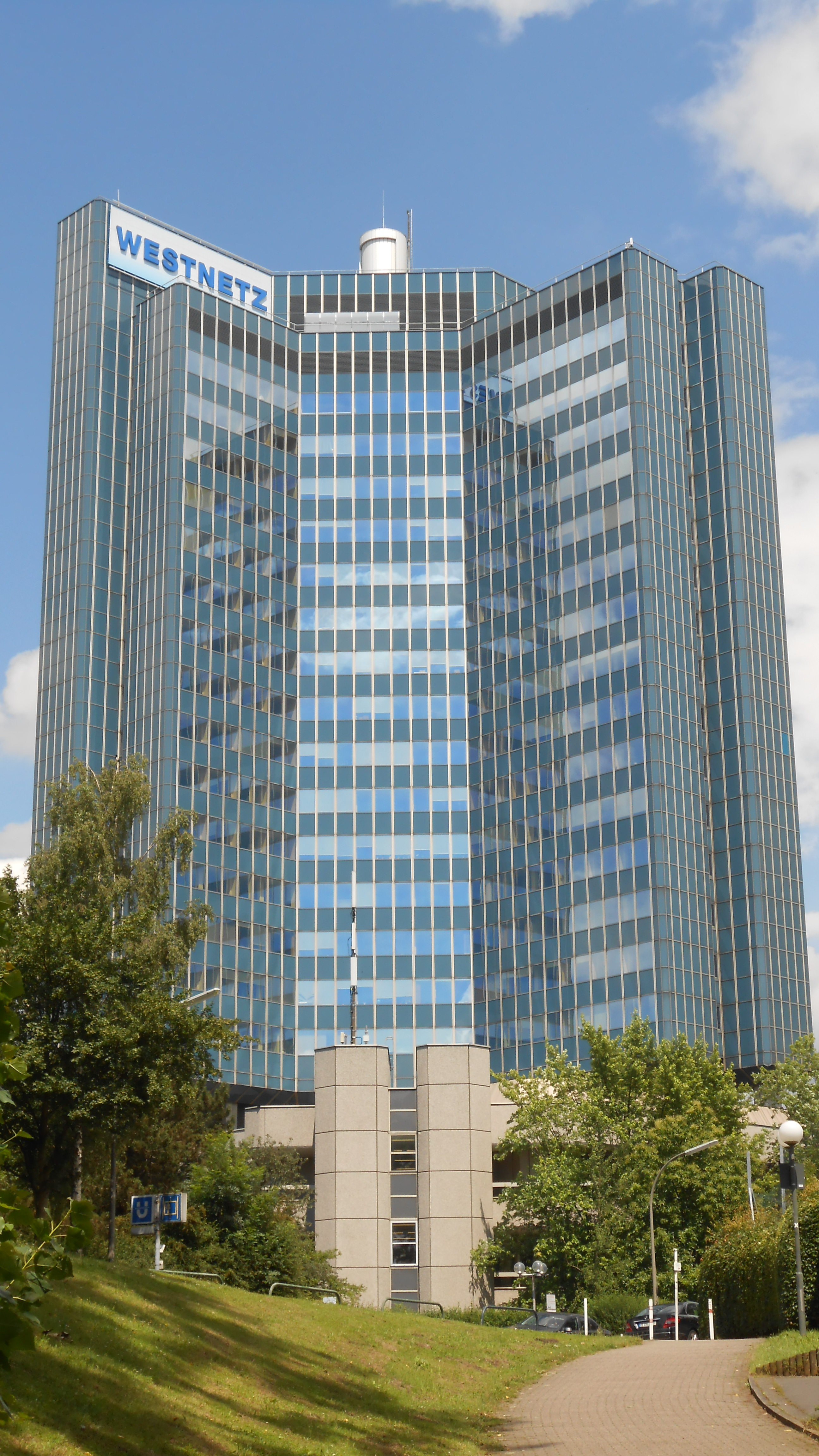
Der Sitz der Westnetz im ehemaligen Telekom-Hochhaus Dortmund.

Die Westnetz GmbH ist ein deutscher Verteilnetzbetreiber für Strom und Gas mit Sitz in Dortmund. Das Unternehmen ist eine Tochtergesellschaft der Westenergie.

## Unternehmensprofil
Mit 5800 Mitarbeitern und einer versorgten Fläche von 50.000 Quadratkilometern ist Westnetz der größte Verteilnetzbetreiber in Deutschland und versorgt etwa 7,5 Millionen Menschen mit Strom, Gas, Wasser und Fernwärme. Die Westnetz verantwortet als Teil der E.ON SE für ein Stromnetz von 175.000 Kilometern und ein Gasnetz von etwa 24.000 Kilometern Planung, Bau, Instandhaltung und Betrieb inklusive der dazugehörigen kaufmännischen und energiewirtschaftlichen Funktionen.
Kennzahlen:
|                                  | Kabel   | Freileitung |
| Hochspannungsnetz (HS)           | 001.994 | 13.867      |
| Mittelspannungsnetz (MS)         | 038.905 | 09.884      |
| Niederspannungsnetz (NS)         | 107.039 | 16.668      |
| davon nur Hausanschlussleitungen | 027.664 | 03.917      |
| ohne Hausanschlussleitungen      | 079.375 | 12.751      |
| Gesamt (184.795)                 | 147.938 | 40.419      |

| Hochdrucknetz                                  | 02.986 |
| Mitteldrucknetz (inkl. Hausanschlussleitungen) | 18.149 |
| Niederdrucknetz (inkl. Hausanschlussleitungen) | 03.572 |
| Gesamt                                         | 24.707 |

Anlagen Erneuerbarer Energien Westnetz 153.912

## Geschichte
Die direkten Vorgängergesellschaften der Westnetz waren fünf Unternehmen des RWE-Konzerns: Die zwei Verteilnetzgesellschaften Rhein-Ruhr Verteilnetz und Westfalen-Weser-Ems Verteilnetz, die zwei Netzservice-Gesellschaften RWE Rhein-Ruhr Netzservice und RWE Westfalen-Weser-Ems Netzservice sowie die RWE Kundenservice.
Die Westnetz GmbH wurde am 1. Januar 2013 gegründet, fußt aber auf über 100 Jahren Netzhistorie von RWE und VEW. Entsprechend dem dritten EU-Energiebinnenmarktpaket wurde die Westnetz schrittweise aus dieser Struktur entflochten und als unabhängiger Verteilnetzbetreiber ausgestaltet. Die Westnetz gehörte zuerst zum RWE-Konzern und dann zu Innogy. Seit dem 1. Oktober 2020 ist die Westnetz eine 100-prozentige Tochter der Westenergie-Gruppe, die zu E.ON gehört.
Als Unternehmenssitz dient das ehemalige Telekom-Hochhaus Dortmund.